# Harald Heyman (bibliotekarie)
För andra betydelser, se Harald Heyman.
Harald John Heyman, född 20 september 1889 i Stockholm, död 7 juli 1962 i Uppsala, var en svensk bibliotekarie. Han var far till författaren Viveka Heyman samt svärfar till ämbetsmannen Sten Larson och journalisten Jacob Branting.
Han var son till grosshandlaren Axel Heyman och Edith Schönthal. Han bedrev akademiska studier och blev filosofie licentiat 1915 och filosofie doktor 1917. Han verkade som amanuens från 1916 och som andre bibliotekarie från 1925 innan han blev förste bibliotekarie Uppsala universitetsbibliotek 1946. En post som han innehade till 1955. Harald Heyman var skattmästare i Lärdomshistoriska samfundet från 1934. Han blev ledamot av Kungliga Samfundet för utgivande av handskrifter rörande Skandinaviens historia 1952. Han gav ut flera böcker och skrev uppsatser i genealogi och lärdomshistoria.
Han var från 1916 gift med Stina von Unge (1894–1985), dotter till lasarettsläkaren Hugo von Unge och Agda Wahren. De fick barnen Brita Larson 1917, Viveka Heyman 1919, Ernst Heyman 1921, Hugo Heyman 1923 och Elsa Branting 1930.